# الیگان
الیگان (به لاتین: Alègan) یک منطقهٔ مسکونی در میانمار است که در ناحیه زاگاین واقع شده‌است.